# بلاگووشچنسک

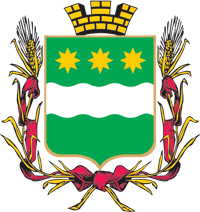

بلاگووشچنسک (به روسی: Благове́щенск) مرکز استان آمور در فدراسیون روسیه، شهریست در ۷۹۸۵ کیلومتری مسکو.

## شهر خواهر
- هئی‌هه, چین[۱]